# American Son (film, 2008)
Pour les articles homonymes, voir American Son.
Pour plus de détails, voir Fiche technique et Distribution.
American Son est un film dramatique américain de Neil Abramson (en) sorti en 2008 au Festival du film de Sundance.

## Synopsis
Un jeune homme de 19 ans qui s'est enrôlé pour aller en Irak tombe amoureux d'une fille, mais a peur de ne pas revenir vivant.
Un jeune marin nommé Mike part pour des fortunes incertaines en Irak, et il lui reste 4 jours pour rentrer chez lui à Bakersfield en Californie. L'histoire parle de ses relations de départ avec son meilleur ami Jake, une nouvelle petite amie Christina, sa mère Donna et son père Eddie au cours de ces 96 heures. Aucune de ces personnes ne sait d'abord qu'il expédie, et chacune des réactions des personnes importantes à cette nouvelle, en tête-à-tête avec Mike, constituent la majeure partie de l'histoire.

## Fiche technique
- Titre : American Son
- Réalisation : Neil Abramson (en)
- Scénario : Eric Schmid
- Société de production : Miramax
- Pays de production :  États-Unis
- Genre : Drame
- Durée : 85 minutes
- Date de sortie : 19 janvier 2008 (Festival du film de Sundance)[1]

## Distribution
- Tom Sizemore : Dale
- Jay Hernández : Junior
- Melonie Diaz : Cristina
- Michael Welch : Goldie
- Matt O'Leary : Jake
- April Grace : Donna
- Chi McBride : Eddie
- Nick Cannon : Mike